# 馬爾科姆鎮區 (愛荷華州保厄希克縣)
馬爾科姆鎮區（英語：Malcom Township）是位於美國愛荷華州保厄希克縣的一個行政鎮區。

## 地方資料
根據2010年美國人口普查的數據，馬爾科姆鎮區的面積為94.68平方千米，當中陸地面積為94.63平方千米，而水域面積為0.05平方千米。當地共有人口580人，而人口密度為每平方千米6.13人。